# Throes of Dawn
A Throes of Dawn finn metal együttes, amelyet Henri Koivula és Jani Heinola alapítottak 1994-ben. Korábban progresszív folk/melodikus black metalt játszottak, későbbi albumaik a progresszív/gothic metal stílusokba sorolhatóak. Dalaik főleg a magányról, a veszteség érzéséről és a lét fájdalmairól szólnak. Harri Huhtala korábban a rövid életű "Cartilage" nevű death metal együttes tagja volt. A zenekar 2010-es albuma a 46. helyet szerezte meg a finn slágerlistán, míg a 2016-os lemezük szintén a 46. helyre jutott.

## Tagok
- Henri Koivula – ének (1994–)
- Jani "Zeus" Heinola – gitár, szintetizátor, vokál (1994–), "tiszta" ének (1994–2000)
- Juha Ylikoski – gitár (2003–)
- Taneli "Stuka" Nyholm – basszusgitár (2019–)
- Henri Andersson – billentyűk (2010–)
- Juuso Backman – dob, ütős hangszerek (2012–)

### Korábbi tagok
- Matti Suomela – basszusgitár (1994–2001)
- Toni Jokinen – gitár (1994–2001)
- Teemu Jokinen – dob, ütős hangszerek (1994–2001)
- Mikko – gitár (2001–03)
- Mathias Pharmacist – gitár (2001–03)
- Jani "Martex" Martikkala – dob, ütős hangszerek (2001–12)
- Harri Huhtala – basszusgitár (2001–2016)

## Diszkográfia
- Pakkasherra (1997)
- Dreams of the Black Earth (1998)
- Binding of the Spirit (2000)
- Quicksilver Clouds (2004)
- The Great Fleet of Echoes (2010)
- Our Voices Shall Remain (2016)

### EP-k
- The Blackened Rainbow (1998)

### Demók
- With the Northern Wind (1994)

### Promo albumok
- Pakkasherra (1996)